# Сирх
Сирх (тюрк. «Суарх» — «высохшее русло реки»), также в некоторых источниках Сурх — гора на Кавказе, в Кабардино-Балкарии. Находится в составе хребта Ташлысырт. Высота 3098 м над уровнем моря. Популярный объект туристических восхождений.